# Domats
Domats – miejscowość i gmina we Francji, w regionie Burgundia-Franche-Comté, w departamencie Yonne.
Według danych na rok 1990 gminę zamieszkiwało 541 osób, a gęstość zaludnienia wynosiła 22 osoby/km² (wśród 2044 gmin Burgundii Domats plasuje się na 427. miejscu pod względem liczby ludności, natomiast pod względem powierzchni na miejscu 300.).